# Robert Borchert
Robert Borchert es un deportista australiano que compitió en judo. Ganó una medalla de bronce en el Campeonato de Oceanía de Judo de 1979, en la categoría de +95 kg.

## Palmarés internacional
| Campeonato de Oceanía | Campeonato de Oceanía   | Campeonato de Oceanía | Campeonato de Oceanía |
| Año                   | Lugar                   | Medalla               | Categoría             |
| --------------------- | ----------------------- | --------------------- | --------------------- |
| 1979                  | Rotorua (Nueva Zelanda) | Medalla de bronce     | +95 kg                |